# Golden Slumbers
«Golden Slumbers» –en español: «Sueños dorados»– es una canción del grupo The Beatles, que forma parte de la culminante mezcla en su álbum de 1969 Abbey Road. La canción empieza el proceso que lleva al final del álbum y es seguida por "Carry That Weight". Los dos temas fueron grabados juntos como una sola pieza y ambos fueron escritas por Paul McCartney pero acreditada a Lennon/McCartney.

## Balada original y el poema
"Golden Slumbers" se basa en el poema "Cradle Song" de Thomas Dekker y escrito en un estilo de canción de cuna. McCartney vio la partitura de canción de cuna de Dekker en la casa de su padre en Liverpool, dejada en un piano de su hermanastra Ruth McCartney. McCartney no pudo leer la partitura, así que creó su propia melodía y los arreglos.
Las palabras proceden originalmente de una canción de cuna en The Pleasant Comodie of Patient Grissill escrita en 1603.

## Grabación
McCartney fue el vocalista principal. Comienza la canción en un tono suave apropiado para una canción de cuna, con piano, bajo, y el acompañamiento de la sección de cuerdas. A partir de la línea "Golden slumbers fill your eyes", los tambores vienen y McCartney cambia a un tono más fuerte, tanto de las que destacan el paso al estribillo. 
McCartney dijo: 
"Recuerdo que trataba de obtener una voz muy fuerte en ella, porque era un tema suave, por lo que trabaje en la fuerza de la voz, y acabe bastante satisfecho con ella."
La sesión de grabación principal de "Golden Slumbers"/"Carry That Weight" fue el 2 de julio de 1969. John Lennon no estaba presente. Fue herido en un accidente de vehículo en Escocia el 1 de julio de 1969, y fue hospitalizado allí hasta el 6 de julio.
Las voces adicionales se agregaron en una sesión de overdub el 30 de julio de 1969, el mismo día de la primera edición del medley.

## Personal
- Paul McCartney - voz y piano (Steinway Vertegrand).
- Ringo Starr - batería (Ludwig Hollywood Maple).
- George Harrison - bajo (Fender Bass VI).
- Músicos de estudio - acompañamiento de cuerdas y metales.